# Saint-Médard (Alta Garona)
Saint-Médard é uma comuna francesa na região administrativa de Occitânia, no departamento de Alta Garona. Estende-se por uma área de 5,32 km². Em 2010 a comuna tinha 238 habitantes (densidade: 44,7 hab./km²).